# 渡海作战解放军烈士墓
渡海作战解放军烈士墓，位于中国广东省湛江市徐闻县龙塘镇安留村西村，为徐闻县的一个县级文物保护单位，类型为近现代重要史迹及代表性建筑，公布时间为2005年4月29日。
渡海作战解放军烈士墓的历史年代为近代。